# Finlandia-hiihto
Finlandia-hiihto – długodystansowy bieg narciarski, rozgrywany co roku w lutym, w południowej Finlandii, w prowincji Finlandia Południowa. Jest to najdłuższy i największy fiński maraton, jego trasa biegu na najdłuższym dystansie liczy 100 km. W ramach Finlandia-hiihto od 2017 roku rozgrywane są trzy biegi: na 100 km techniką dowolną lub techniką klasyczną oraz na 50 km klasykiem i stylem dowolnym. Zarówno kobiety jak i mężczyźni startują na wszystkich trzech dystansach. Bieg ten należy do cyklu Worldloppet, a w przeszłości do FIS Marathon Cup.
Pierwsza edycja biegu miała miejsce w 1974 roku. Początkowo bieg rozgrywano techniką klasyczną na dystansie 75 km z miejscowości Hämeenlinna w regionie Kanta-Häme do Lahti w regionie Päijät-Häme. Obecnie trasa znajduje się bliżej Lahti. Poprzednia trasa przecinała kilka zamarzniętych jezior i w związku z ryzykiem załamania się lodu ustalono obecny kształt biegu.
Najwięcej zwycięstw wśród mężczyzn odniósł Fin Kari Varis, który zwyciężał dwunastokrotnie w latach 2007–2022. Wśród kobiet najczęściej zwyciężała jego rodaczka Sisko Kainulainen, która wygrała te zawody 12 razy w latach 1980–1985, 1987, 1991–1992 i 1993–1994.

## Lista zwycięzców
| Rok            | Mężczyźni                                | Kobiety                                  | Dystans                                  |
| -------------- | ---------------------------------------- | ---------------------------------------- | ---------------------------------------- |
| 24 lutego 1974 | Jorma Kinnunen                           | Saara Saarinen                           | 75 km                                    |
| 23 lutego 1975 | Alpo Virtanen                            | Marita Schleich                          | 50 km                                    |
| 29 lutego 1976 | Pauli Siitonen                           | Siiri Rantanen                           | 75 km                                    |
| 27 lutego 1977 | Pauli Siitonen                           | Siiri Rantanen                           | 75 km                                    |
| 5 marca 1978   | Pauli Siitonen                           | Kaisa Mikkola                            | 75 km                                    |
| 25 lutego 1979 | Pauli Siitonen                           | Lea Hakio                                | 75 km                                    |
| 24 lutego 1980 | Jorma Kinnunen                           | Sisko Kainulainen                        | 75 km                                    |
| 22 lutego 1981 | Matti Kuosku                             | Sisko Kainulainen                        | 75 km                                    |
| 28 lutego 1982 | Matti Kuosku                             | Sisko Kainulainen                        | 75 km                                    |
| 27 lutego 1983 | Magnar Rismyhr                           | Sisko Kainulainen                        | 75 km                                    |
| 26 lutego 1984 | Örjan Blomquist                          | Sisko Kainulainen                        | 75 km                                    |
| 24 lutego 1985 | Örjan Blomquist                          | Sisko Kainulainen                        | 75 km                                    |
| 23 lutego 1986 | Örjan Blomquist                          | Marja Auroma                             | 75 km                                    |
| 22 lutego 1987 | Veijo Hämäläinen                         | Sisko Kainulainen                        | 75 km                                    |
| 28 lutego 1988 | Anders Blomquist                         | Marja Auroma                             | 75 km                                    |
| 5 marca 1989   | Hannu Manninen                           | Reetta Vauhkonen                         | 75 km                                    |
| 24 lutego 1990 | Martin Hole                              | Marja Auroma                             | 45 km st. klasyczny                      |
| 24 lutego 1990 | Kari Nurmi                               | Sisko Kainulainen                        | 45 km st. dowolny                        |
| 16 lutego 1991 | Anders Blomquist                         | Sisko Kainulainen                        | 75 km                                    |
| 22 lutego 1992 | Erik Hansson                             | Sisko Kainulainen                        | 75 km st. klasyczny                      |
| 23 lutego 1992 | Jukka Halttunen                          | Sirpa Klemetti                           | 75 km st. dowolny                        |
| 27 lutego 1993 | Erik Hansson                             | Sisko Kainulainen                        | 50 km st. klasyczny                      |
| 26 lutego 1994 | Teemu Vesala                             | Sisko Kainulainen                        | 75 km st. klasyczny                      |
| 27 lutego 1994 | Jukka Hartonen                           | Riitta Taskinen                          | 75 km st. dowolny                        |
| 25 lutego 1995 | Karri Hietamäki                          | Tatiana Utrobina                         | 50 km st. klasyczny                      |
| 26 lutego 1995 | Jukka Hartonen                           | Tatiana Jesipowa                         | 50 km st. dowolny                        |
| 24 lutego 1996 | Håkan Westin                             | Nadieżda Sliesariewa                     | 75 km st. klasyczny                      |
| 25 lutego 1996 | Michaił Durkin                           | Tatiana Jesipowa                         | 75 km st. dowolny                        |
| 22 lutego 1997 | Aleksander Worobjow                      | Sanna Virtanen                           | 75 km st. klasyczny                      |
| 23 lutego 1997 | Jukka Hartonen                           | Nadieżda Simak                           | 75 km st. dowolny                        |
| 22 lutego 1998 | Håkan Westin                             | Sanna Virtanen                           | 50 km st. klasyczny                      |
| 27 lutego 1999 | Håkan Westin                             | Merja Kuusisto                           | 75 km st. dowolny                        |
| 26 lutego 2000 | Raul Olle                                | Madoka Natsumi                           | 53 km st. klasyczny                      |
| 26 lutego 2000 | Juusti Timo                              | Johanna Anttila                          | 53 km st. dowolny                        |
| 10 lutego 2001 | Stanislav Řezáč                          | Antonina Ordina                          | 52 km st. klasyczny                      |
| 10 lutego 2001 | Cristian Stugir                          | Vroni König-Salmi                        | 25 km st. dowolny                        |
| 23 lutego 2002 | Ville Niemelä                            | Anu Kyyhkynen                            | 44 km st. klasyczny                      |
| 23 lutego 2002 | Timo Tossavainen                         | Katja Jokihaara                          | 30 km st. dowolny                        |
| 22 lutego 2003 | Mika Myllylä                             | Anu Kopra                                | 60 km st. dowolny                        |
| 23 lutego 2003 | Mikko Holmgren                           | Carina Ketonen                           | 30 km st. klasyczny                      |
| 21 lutego 2004 | Mika Myllylä                             | Maija Saarinen                           | 60 km st. klasyczny                      |
| 21 lutego 2004 | Pawieł Gałkin                            | Jaana Haapala                            | 30 km st. dowolny                        |
| 26 lutego 2005 | Meelis Aasmäe                            | Satu Salonen                             | 60 km st. klasyczny                      |
| 26 lutego 2005 | Henry Viholainen                         | Helena Rejzeková                         | 30 km st. klasyczny                      |
| 25 lutego 2006 | Andrus Veerpalu                          | Satu Salonen                             | 62 km st. klasyczny                      |
| 25 lutego 2006 | Urmas Tiits                              | Swietłana Orława                         | 32 km st. klasyczny                      |
| 24 lutego 2007 | Kari Varis                               | Anu Tähtinen                             | 50 km st. klasyczny                      |
| 24 lutego 2007 | Urmas Tiits                              | Olga Waszcziłko                          | 32 km st. klasyczny                      |
| 25 lutego 2007 | Kari Varis                               | Jekatierina Jurłowa                      | 50 km st. dowolnym                       |
| 23 lutego 2008 | Kari Varis                               | Sini Alusniemi                           | 50 km st. klasyczny                      |
| 23 lutego 2008 | Samuli Aspinen                           | Noora Kanerva                            | 32 km st. klasyczny                      |
| 24 lutego 2008 | Kari Varis                               | Kirsi Antila                             | 50 km st. dowolny                        |
| 21 lutego 2009 | Niklas Colliander                        | Outi Gröndahl                            | 50 km st. klasyczny                      |
| 21 lutego 2009 | Samuli Aspinen                           | Maria Mikkonen                           | 32 km st. klasyczny                      |
| 22 lutego 2009 | Kari Varis                               | Sini Alusniemi                           | 50 km st. dowolny                        |
| 27 lutego 2010 | Kari Varis                               | Liisa Anttila                            | 50 km st. klasyczny                      |
| 27 lutego 2010 | Mika Lankinen                            | Maria Kerko                              | 32 km st. klasyczny                      |
| 28 lutego 2010 | Teemu Härkönen                           | Alesia Gusienkowa                        | 50 km st. dowolny                        |
| 26 lutego 2011 | Oskar Svärd                              | Sandra Hansson                           | 50 km st. klasyczny                      |
| 26 lutego 2011 | Aleksiej Kirsanow                        | Tatiana Kurochtina                       | 32 km st. klasyczny                      |
| 27 lutego 2011 | Wiaczesław Zujew                         | Noora Kanerva                            | 50 km st. dowolny                        |
| 25 lutego 2012 | Martin Koukal                            | Wałentyna Szewczenko                     | 50 km st. klasyczny                      |
| 25 lutego 2012 | Andriej Gubałowski                       | Anniina Nousiainen                       | 32 km st. klasyczny                      |
| 26 lutego 2012 | Johan Gustafsson                         | Wałentyna Szewczenko                     | 50 km st. dowolny                        |
| 23 lutego 2013 | Kari Varis                               | Heli Heiskanen                           | 50 km st. klasyczny                      |
| 23 lutego 2013 | Jan Franc                                | Saara Nikander                           | 32 km st. klasyczny                      |
| 24 lutego 2013 | Kari Varis                               | Sini Alusniemi                           | 50 km st. dowolny                        |
| 22 lutego 2014 | Ristomatti Hakola                        | Heli Heiskanen                           | 50 km st. klasyczny                      |
| 22 lutego 2014 | Matti Tammi                              | Natalja Biełoszapko                      | 32 km st. klasyczny                      |
| 23 lutego 2014 | Kari Varis                               | Heli Heiskanen                           | 50 km st. dowolny                        |
| 22 lutego 2015 | Juho Mikkonen                            | Heli Heiskanen                           | 50 km st. klasyczny                      |
| 22 lutego 2015 | Jurij Parfienow                          | Tiia Huuskonen                           | 32 km st. klasyczny                      |
| 23 lutego 2015 | Jussi Simula                             | Sini Alusniemi                           | 50 km st. dowolny                        |
| 27 lutego 2016 | Mikko Koutaniemi                         | Riitta-Liisa Roponen                     | 42 km st. klasyczny                      |
| 27 lutego 2016 | Jani Puhakka                             | Angelika Immonen                         | 32 km st. klasyczny                      |
| 28 lutego 2016 | Kari Varis                               | Riitta-Liisa Roponen                     | 42 km st. dowolny                        |
| 4 lutego 2017  | Esa Mursu                                | Sirpa Salo-Saari                         | 100 km st. klasyczny                     |
| 4 lutego 2017  | Kari Varis                               | Niina Virtanen                           | 50 km st. klasyczny                      |
| 5 lutego 2017  | Risto Uusivirta                          | Sini Alusniemi                           | 50 km st. dowolny                        |
| 25 lutego 2018 | Tyler De Angelis                         | Olga Zabrodina                           | 100 km st. dowolny                       |
| 24 lutego 2018 | Ari Luusua                               | Niina Virtanen                           | 50 km st. klasyczny                      |
| 25 lutego 2018 | Fabián Štoček                            | Sini Alusniemi                           | 50 km st. dowolny                        |
| 23 lutego 2019 | Ari Luusua                               | Niina Virtanen                           | 50 km st. klasyczny                      |
| 24 lutego 2019 | Juho Mikkonen                            | Maria Gräfnings                          | 50 km st. dowolny                        |
| 2020           | Bieg odwołany z powodu braku śniegu      | Bieg odwołany z powodu braku śniegu      | Bieg odwołany z powodu braku śniegu      |
| 2021           | Bieg odwołany z powodu pandemii COVID-19 | Bieg odwołany z powodu pandemii COVID-19 | Bieg odwołany z powodu pandemii COVID-19 |
| 20 lutego 2022 | Kari Varis                               | Oona Kettunen                            | 65 km st. klasyczny                      |
| 25 lutego 2023 | Veli-Matti Räsänen                       | Terhi Pollari                            | 62 km st. klasyczny                      |
| 26 lutego 2023 | Anssi Koirikivi                          | Sini Alusniemi                           | 62 km st. dowolny                        |
| 24 lutego 2024 | Veli-Matti Räsänen                       | Niina Virtanen                           | 62 km st. klasyczny                      |
| 25 lutego 2024 | Verneri Suhonen                          | Sini Alusniemi                           | 62 km st. dowolny                        |
| 22 lutego 2025 | Miro Karppanen                           | Anni Kainulainen                         | 62 km st. klasyczny                      |
| 23 lutego 2025 | Juuso Tossavainen                        | Vilma Nissinen                           | 62 km st. dowolny                        |